# Attische zuilenbasis

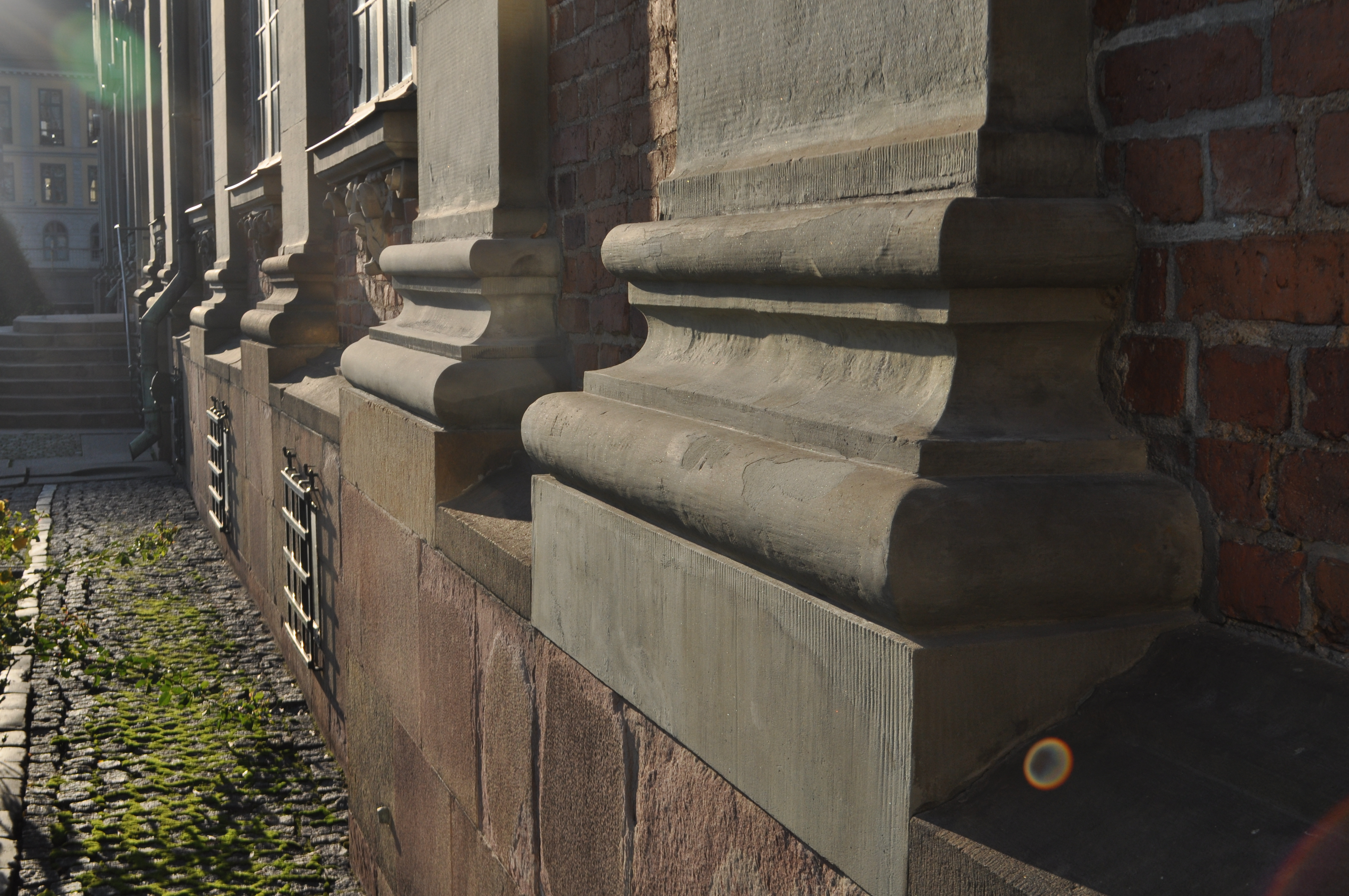
De Attische zuilenbasis van een Korintische pilaster in Riddarhuset

Bij een Attische zuilenbasis bestaat het onderste gewelfde deel van een zuil uit twee bollingen waartussen een concaaf. De bovenring is de kleinste. Deze vorm is typisch voor de Ionische orde. Ze werd, met lichte variaties, ook toegepast in de vroegchristelijke en romaanse kunst.